# Badiza notigera
Badiza notigera là một loài bướm đêm trong họ Noctuidae.